# Imperialismo social
Imperialismo social ou social-imperialismo é o termo político usado para descrever a ideologia política de pessoas, partidos ou nações que são, de acordo com o líder soviético Vladimir Lenin, "socialista em palavras, imperialista em ações".

## Uso político
O termo "imperialismo social" é uma expressão marxista, normalmente usada de forma depreciativa. Foi usado pela primeira vez nos círculos marxistas durante as discussões do início do século XX sobre a posição do movimento internacional dos trabalhadores em relação à iminente guerra europeia e, particularmente, em relação ao Partido Social-democrático da Alemanha.
Nas últimas décadas, o uso mais significativo da frase foi na crítica maoísta à URSS. Mao Zedong argumentou que a própria URSS havia se tornado uma potência imperialista enquanto mantinha uma fachada socialista. O líder albanês e aliado chinês Enver Hoxha concordou com Mao nesta análise, antes de mais tarde usar a expressão para também condenar a Teoria dos Três Mundos de Mao em meio à ruptura sino-albanesa.

## Uso acadêmico
O termo também tem sido usado como um dispositivo conceitual por acadêmicos de esquerda, especialmente no que diz respeito à história moderna da Alemanha. Geralmente, é usado para descrever governos que se engajam no imperialismo com o objetivo de preservar a paz social doméstica. O historiador alemão Hans-Ulrich Wehler definiu o imperialismo social como "o desvio para fora das tensões internas e das forças de mudança a fim de preservar o status quo social e político" e como uma "ideologia defensiva" para combater os "disruptores efeitos da industrialização na estrutura social e econômica da Alemanha". Na opinião de Wehler, o imperialismo social era um dispositivo que permitia ao governo alemão desviar a atenção do público dos problemas domésticos e preservar a ordem social e política existente. Wehler argumentou que as elites dominantes usaram o imperialismo social para manter unida uma sociedade fraturada e para manter o apoio popular ao status quo social. Ele também argumentou que a política colonial alemã na década de 1880 foi o primeiro exemplo de imperialismo social em ação e foi seguida pelo Plano Tirpitz para expandir a Marinha Alemã a partir de 1897. Nessa ótica, grupos como a Sociedade Colonial e Liga da Marinha são vistos como instrumentos para o governo mobilizar o apoio público. As exigências para anexar a maior parte da Europa e da África na Primeira Guerra Mundial são vistas por Wehler como o auge do imperialismo social.
O historiador marxista britânico Geoff Eley afirma que há três falhas na teoria do imperialismo social de Wehler. A primeira é que Wehler atribui a líderes como o almirante Alfred von Tirpitz e o príncipe Bernhard von Bülow um grau de visão maior do que o que eles de fato possuíam. A segunda é que muitos dos grupos que defendiam uma política imperialista para a Alemanha não eram criações do governo e, de fato, muitas vezes exigiam políticas muito mais agressivas do que o governo estava disposto a adotar. A terceira era que muitos desses grupos exigiam reforma política e social no país, além do imperialismo no exterior. Eley argumentou que o que é necessário ao se pensar sobre o imperialismo social é um quadro mais amplo com uma interação de cima e de baixo, além de uma visão mais ampla da relação entre o imperialismo no exterior e a política doméstica.
Um dos usos mais notáveis do conceito de imperialismo social foi feito pelo historiador marxista britânico Timothy Mason, que argumentou que a Segunda Guerra Mundial foi causada pelo mesmo. Na opinião de Mason, a política externa alemã foi impulsionada por considerações de política interna e o início da guerra em 1939 foi melhor entendido como uma "variante bárbara do imperialismo social". Mason argumentou que "a Alemanha nazista sempre esteve empenhada em algum momento em uma grande guerra de expansão". No entanto, Mason afirma que o momento de tal guerra foi determinado por pressões políticas domésticas, especialmente no que se refere a uma economia em crise. Mason argumentou que, ao enfrentar uma profunda crise socioeconômica, a liderança nazista decidiu embarcar em uma política externa implacável de "esmagar e agarrar" territórios no leste Europeu que poderiam ser saqueados para sustentar os padrões de vida na Alemanha. Mason descreveu a política externa alemã como impulsionada por uma síndrome oportunista de "próxima vítima" depois do Anschluss, na qual a "promiscuidade de intenções agressivas" era alimentada por movimento de política externa bem-sucedido. Na opinião de Mason, a decisão de assinar o Pacto Molotov-Ribbentrop e atacar a Polônia, e com isso arriscar uma guerra com a Grã-Bretanha e a França, foi um abandono por Hitler de seu programa de política externa, delineado em Mein Kampf e Zweites Buch, e foi forçado a ele pela necessidade de tomar e saquear território no exterior para evitar o colapso da economia alemã.